# Vopak
Koninklijke Vopak N.V. er en nederlandsk koncern, der opbevarer og håndterer kemikalier, olie, gas, LNG og biobrændstof. Virksomheden blev etableret i 1999 ved en fusion mellem virksomhederne Van Ommeren og Pakhoed. I 2002 blev distributionen af olie og naturgas overført til selskabet Univar Solutions og Vopak fokuserede herefter kun på tankterminaler. I 2022 havde de 5.696 ansatte og en omsætning på 1,367 mia. euro.